# Улица Семьи Кульженко
Улица Семьи Кульженко (укр. Вулиця Сім'ї Кульженків) — улица в Оболонском районе города Киева. Пролегает от пересечения улиц Вербовая и Добрынинская до Большой Кольцевой дороги, исторически сложившаяся местность (район) Приорка и Минский массив.
Примыкают улицы Шахтёрская, Луговая, Полярная.
По названию улицы именуются остановки общественного транспорта по Луговой и Полярной улицам.

## История
Малоконоплянская улица проложена в 1-й половине 20 века параллельно Коноплянской улице. 14 декабря 1970 года переименована на улица Петра Дегтяренко — в честь советского партийного и государственного деятеля Петра Михайловича Дегтяренко, согласно Решению исполнительного комитета Киевского городского совета депутатов трудящихся № 2210 «Про наименование новых улиц в жилом массиве «Оболонь» и переименование некоторых улиц и площадей города Киева» («Про найменування нових вулиць на житловому масиві „Оболонь“ і перейменування деяких вулиць і площ м. Києва»). 
19 февраля 2016 года улица получила современное название — в честь семьи Кульженко: книгоиздатель Стефан Васильевич, его сыновья Василий, Сергей, Алексей, невестка Елизавета Мусатова-Кульженко, согласно Распоряжению Киевского городского главы № 125/1 «Про переименование бульвара, улиц, площадей и переулков в городе Киеве» («Про перейменування бульвару, вулиць, площі та провулків у місті Києві»). 
В период 2017-2019 годы была проведена капитальная реконструкция большей части улицы — после примыкания Луговой улицы до нового участка Большой Кольцевой дороги.
После примыканием Полярной улицы, между улицами Семьи Кульженко и Петра Калнышевского в период 2013-2017 годы введены в эксплуатацию 4 из 7 запланированных домов квартала 23-25-этажных домов — жилой комплекс «Яркий» (улицы Семьи Кульженко №№ 31А, 33, 35 и Петра Калнышевского № 8). 
Перед примыканием Полярной улицы на стадии строительства жилой комплекс «Киев-Скай». 

## Застройка
Начало улицы пролегает в северо-западном направлении, затем большая часть (после примыкания Шахтёрской улицы) — северном. Перед примыканием Шахтёрской улицы, улица проходит над подземным коллектором ручья Коноплянка, который впадает в озеро Опечень.
Большая часть улицы занята промышленными и коммунальными предприятиями, специальными территориями (в ведении ВСУ — бывший военный городок № 41), складами и базами. Значительную часть улицы занимают предприятия, которые относятся к другим улицам («Бетон-Комплекс», «ДБК-4», «Лакма», гаражно-строительные кооперативы «Победа» и «Полярный»). Частично многоэтажной жилой (23-25-этажные дома) застройкой Минского массива: жилой комплекс «Яркий». 
Учреждения:
1. дом № 31 — учебно-воспитательный комплекс (детсад) «Всезнайка»
2. дом № 31Б — ЖК «Яркий»